# Новый Живецкий замок
Новый Живецкий замок (пол. Nowy Zamek w Żywcu) — дворец в стиле классицизма, расположенный в городе Живце в Силезском воеводстве в Польше.

## История
Дворец был спроектирован Карлом Пичкой по заказу эрцгерцога Альбрехта, его несколько раз перестраивали. В 1893—1895 годах было сооружено новое, крытое стеклянной крышей, крыло, в котором были оборудованы спальни и комнаты для гостей. Еще одна перестройка дворца была совершена, когда живецкое имущество унаследовал от покойного дяди Карл Стефан. Именно тогда был пристроен павильон для удлинения южного крыла, в котором содержалась зеркальная бальная зала, размерами 10,5×18,0 м. Последняя перестройка была осуществлена в 1911 году, тогда построили трехосный ризалитами с двумя боковыми балконами, увенчанный классическим тимпаном с гербом Габсбургов.
Дизайн интерьера был поручен краковским художникам: Тадеушу Стрыенскому и Францишеку Мончинскому. Эрцгерцог Карл Стефан был любителем искусства, благодаря ему во дворце была собрана коллекция картин польских и европейских художников. Также во дворце размещалась коллекция серебряных изделий весом около 500 кг, но во время Второй мировой войны ее вывезли немцы.
После Второй мировой войны дворец был передан техникуму лесного хозяйства. В сентябре 2013 года тот, по решению городских властей, перевели в другое здание. После этого, Габсбурги подали ходатайство о возврате имущества.
В сентябре 2001 года в замок вернулась дочь эрцгерцога Карла Альбрехта Габсбурга, герцогиня Мария Кристина Альтенбург, для которой было устроено жилище в одном из крыльев старинной резиденции. Герцогиня жила там до своей смерти в 2012 году.

## Галерея

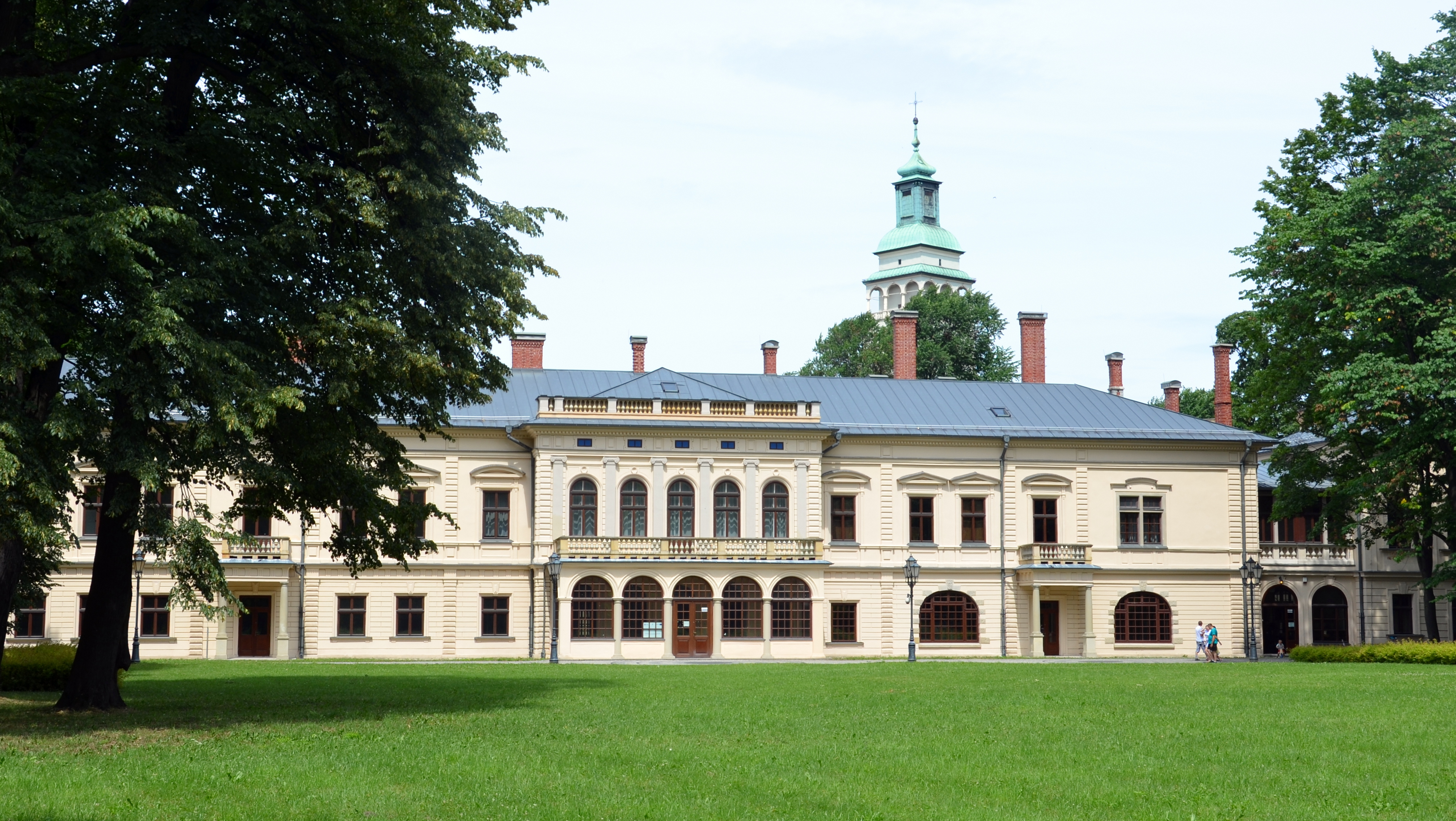
Западный фасад дворца в 2015 году
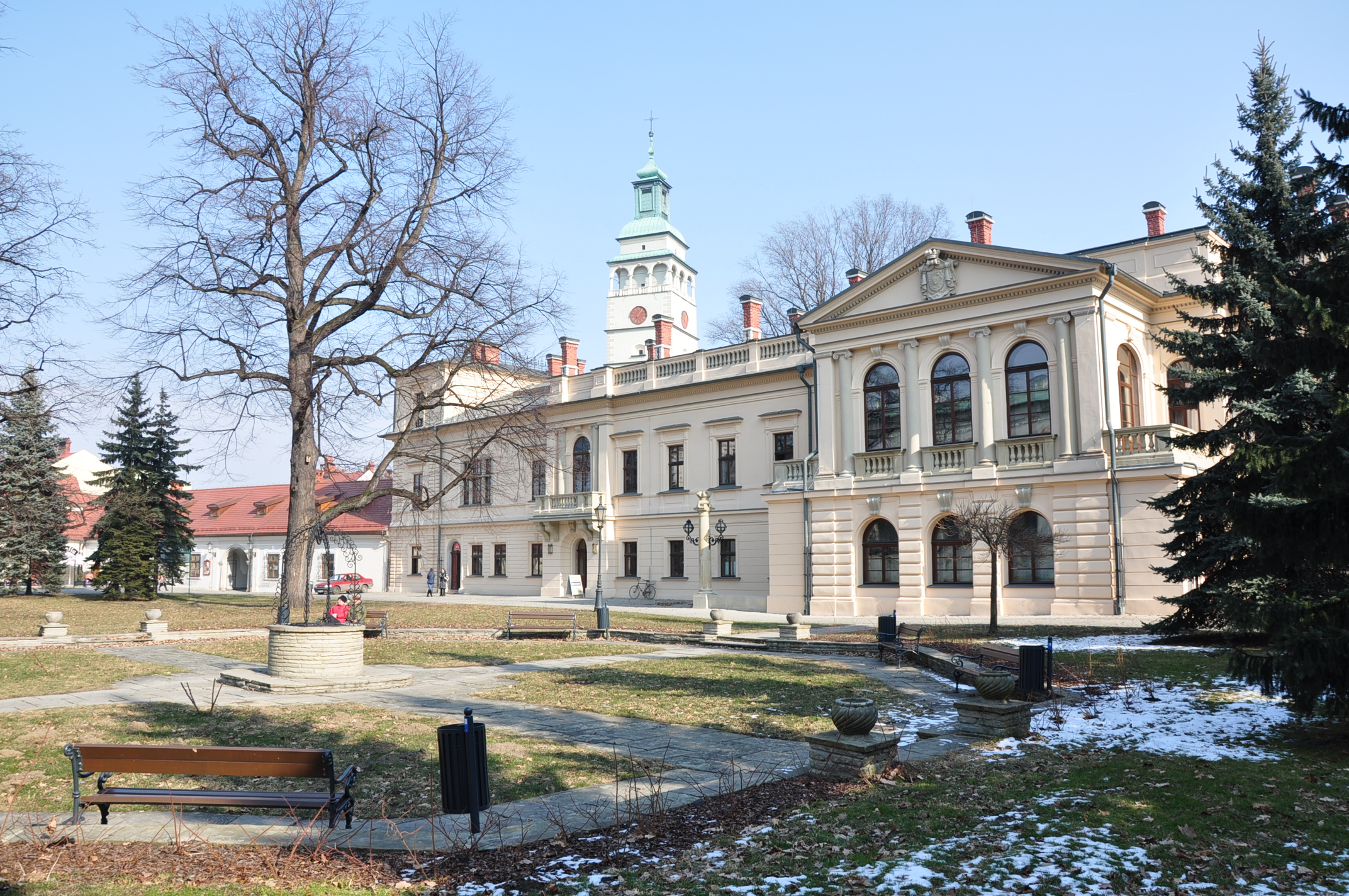
Западный фасад дворца в 2011 году
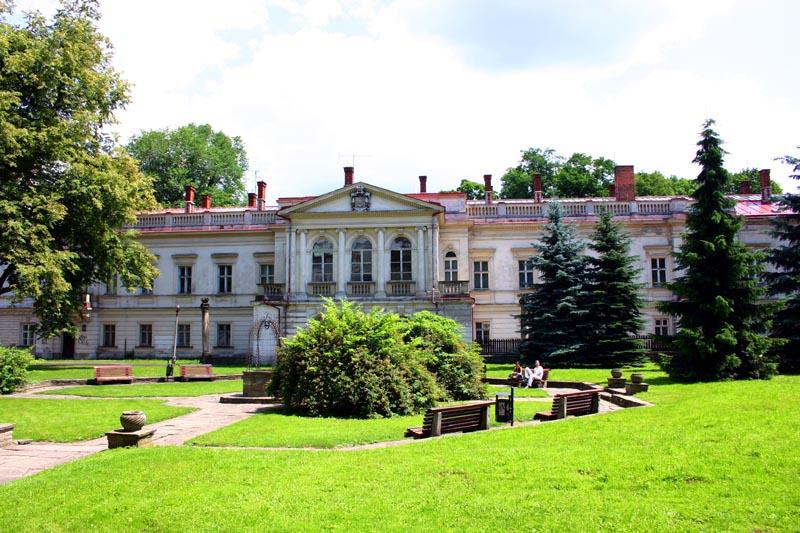
Западный фасад в 2006 году
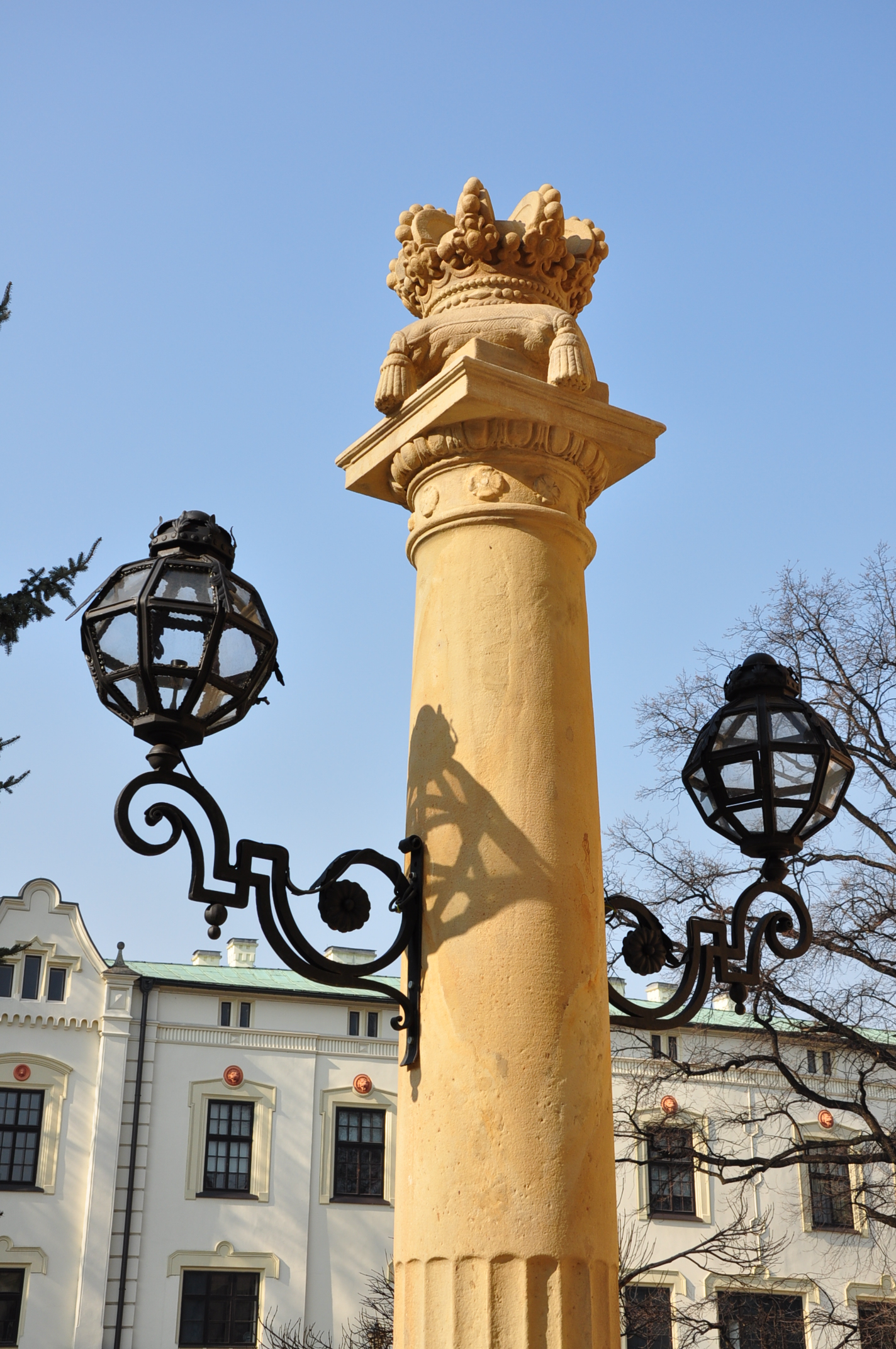
Фонари возле дворца
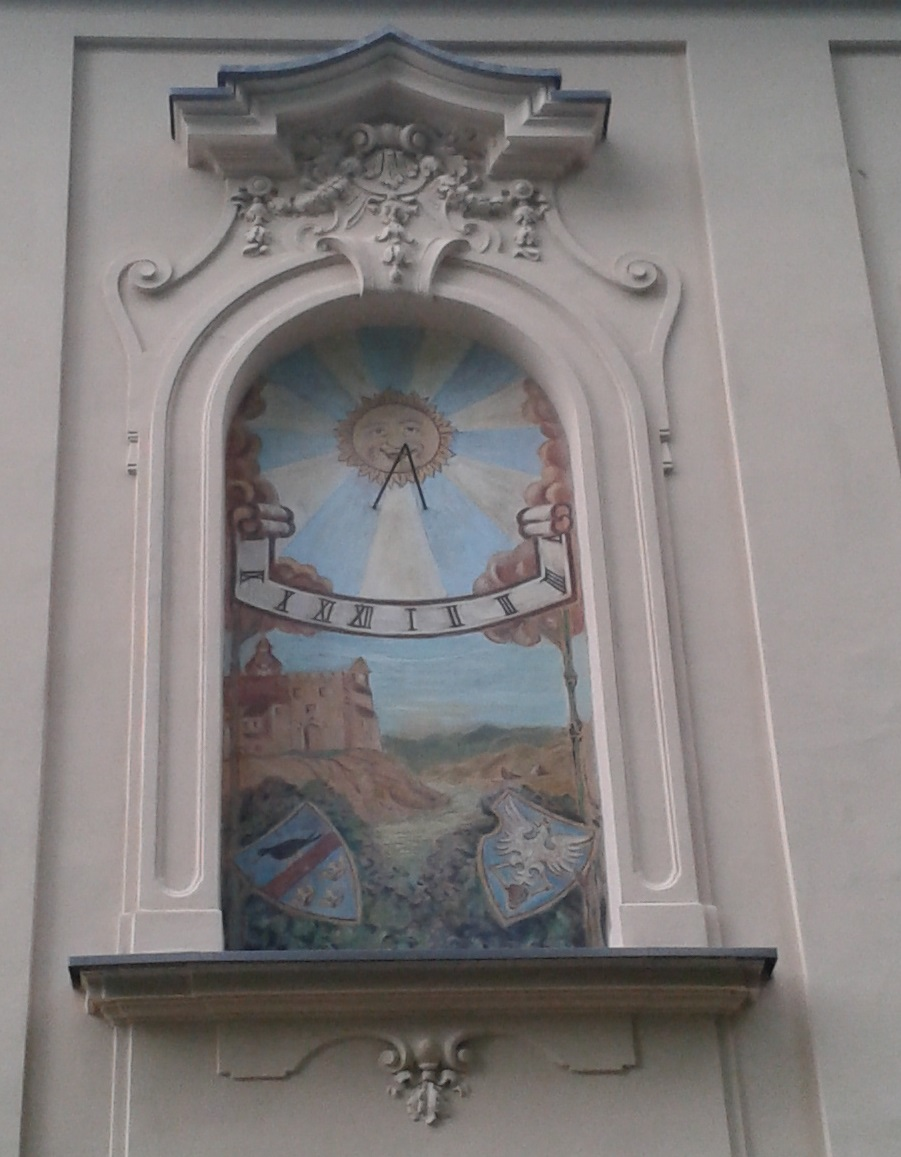
Солнечные часы